# Europarlamentari pentru Luxemburg 1984-1989
This is a list of MEPs for Luxembourg from 1984 to 1989.
- Victor Abens (Luxembourg Socialist Workers' Party: Party of European Socialists)
- Nicolas Estgen (Christian Social People's Party: European People's Party)
- Marcelle Lentz-Cornette (Christian Social People's Party: European People's Party)
- Ernest Mühlen (Christian Social People's Party: European People's Party)
- Colette Flesch (Democratic Party: European Liberal, Democrat and Reform Party)
- Lydie Schmit (Luxembourg Socialist Workers' Party: Party of European Socialists)[1]